# Liste der Außenminister von Singapur

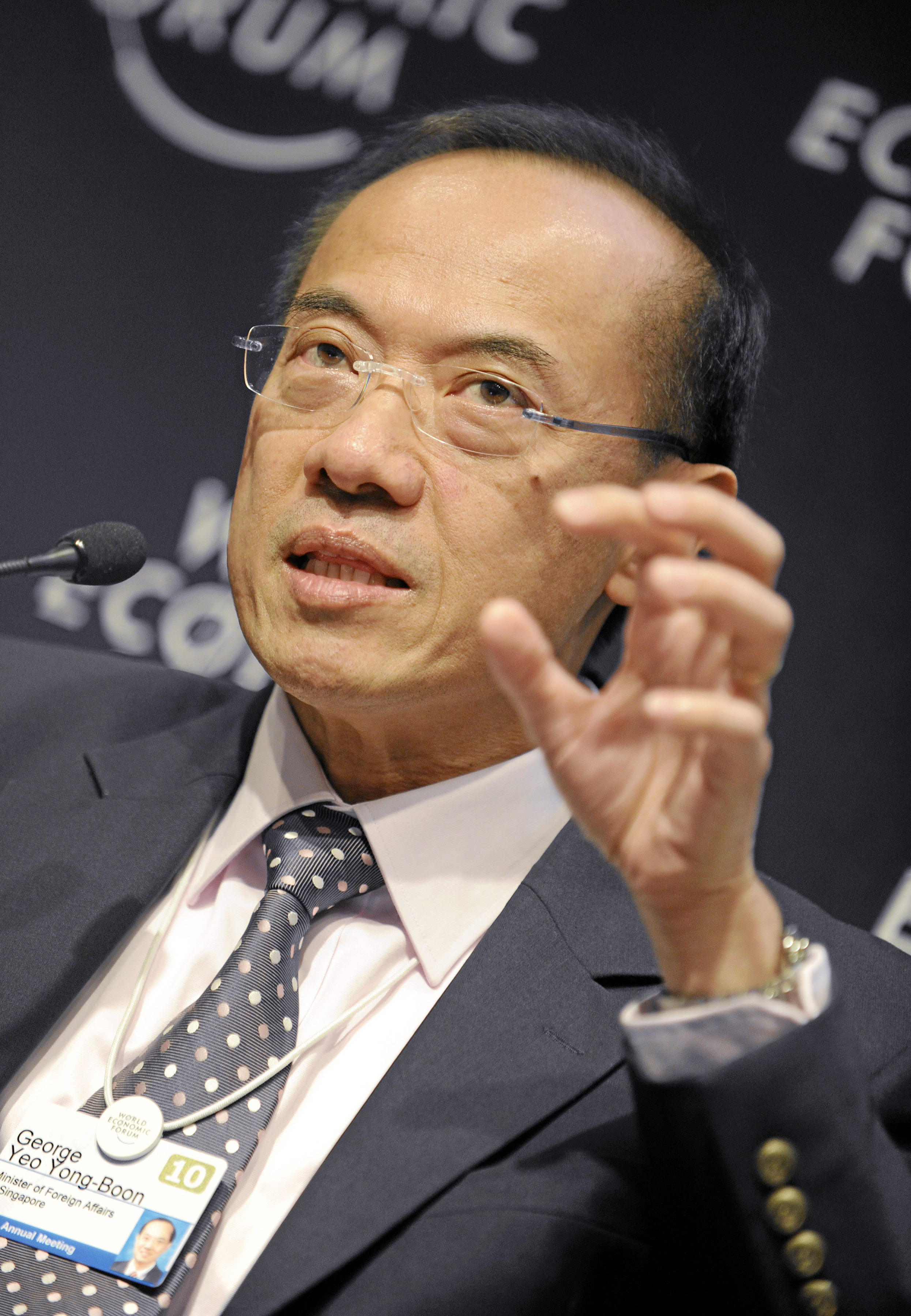
George Yeo, ehemaliger Außenminister von Singapur

In der Liste der Außenminister von Singapur sind die Außenminister des Staates Singapur seit 1965 aufgeführt.
| Außenminister             | Beginn der Amtszeit | Ende der Amtszeit  |
| ------------------------- | ------------------- | ------------------ |
| Sinnathamby Rajaratnam    | 9. August 1965      | 30. Mai 1980       |
| Suppiah Dhanabalan        | 1. Juni 1980        | 12. September 1988 |
| Wong Kan Seng             | 13. September 1988  | 1. Januar 1994     |
| Shunmugam Jayakumar       | 2. Januar 1994      | 12. August 2004    |
| George Yeo                | 12. August 2004     | 21. Mai 2011       |
| Kasiviswanathan Shanmugam | 21. Mai 2011        | 30. September 2015 |
| Vivian Balakrishnan       | 1. Oktober 2015     | Im Amt             |